# Popular (Lied)
Popular (englisch Beliebt) ist ein englischsprachiger Popsong des schwedischen Sängers Eric Saade. Saade gewann mit dem Beitrag das Melodifestivalen 2011, den schwedischen Vorentscheid für den Eurovision Song Contest. Dort belegte er in der Gesamtwertung den dritten Platz.

## Auftritt beim Melodifestivalen

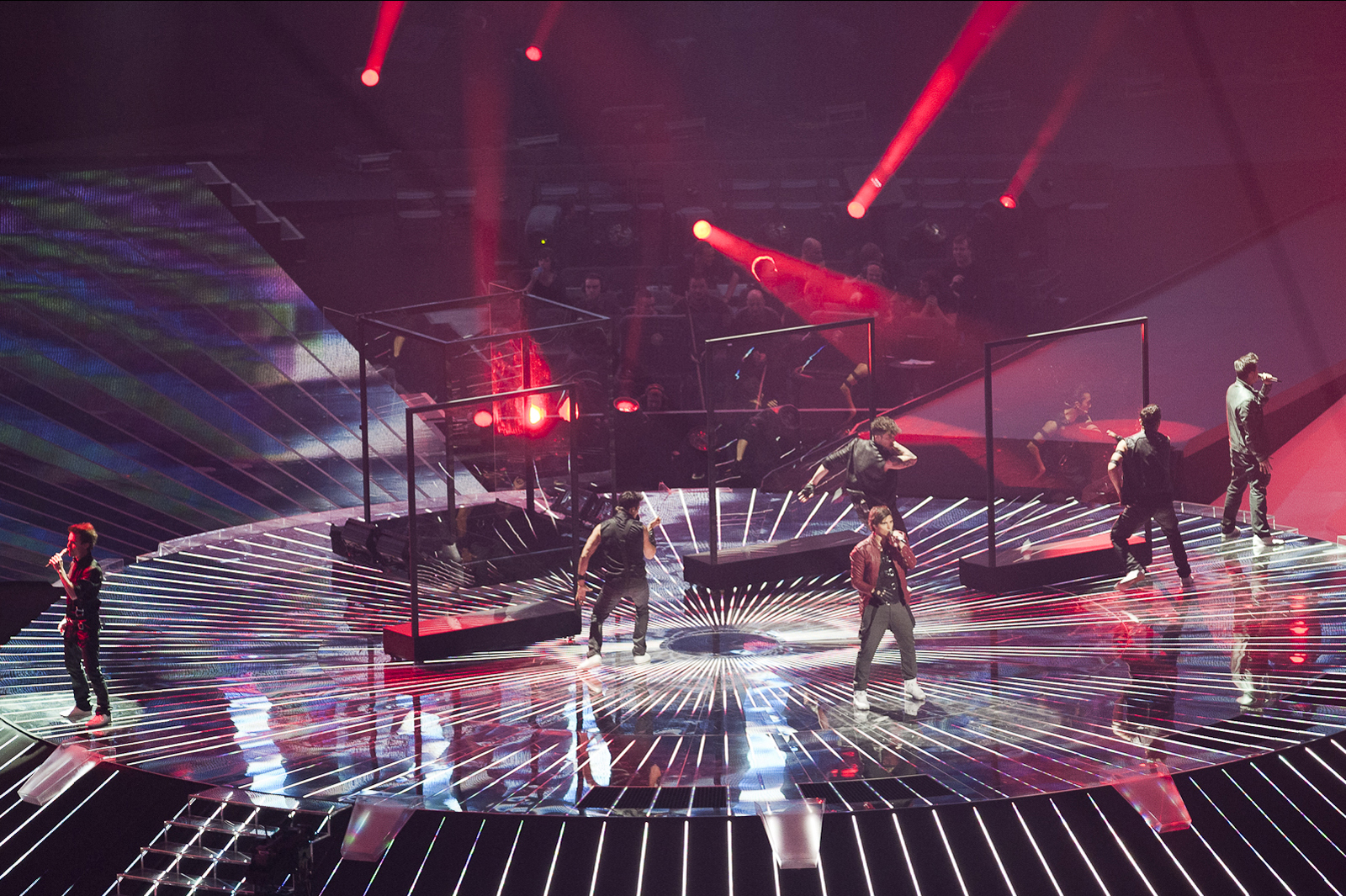
Saade während seines Auftritts im Finale in Düsseldorf

Saade startete in der dritten Vorrunde (Deltävling 3) am 19. Februar 2011 in Linköping auf Position 8, dem letzten Startplatz des Abends. In der ersten Abstimmungsrunde erhielt der Beitrag die meisten Stimmen und qualifizierte sich direkt für das Finale. Dieses fand am 12. März 2011 im Globen in Stockholm statt. Sowohl in der Gunst der Jurys, als auch der Zuschauer lag Saade auf dem ersten Platz, wobei er von drei von elf internationalen Jurys die Höchstpunktzahl von zwölf Punkten erhielt. Saade gewann den Wettbewerb und war damit berechtigt, Schweden beim Eurovision Song Contest zu vertreten.

## Beim Eurovision Song Contest
Schweden startete im zweiten Halbfinale am 12. Mai 2011 in Düsseldorf, um sich für einen Platz im großen Finale am 14. Mai 2011 zu qualifizieren. Als Erstplatzierter in der Wertung qualifizierte sich Saade für das Finale. In diesem erhielt Schweden 185 Punkte, wodurch das Land am Ende den 3. Platz belegte. Beim Televoting lag man nur zwei Punkte hinter dem späteren Sieger, Aserbaidschan, auf dem 2. Platz.

## Rezeption

### Chartplatzierungen
| ChartsChartplatzierungen | Höchstplatzierung | Wochen |
| ------------------------ | ----------------- | ------ |
| Deutschland (GfK)        | 48 (3 Wo.)        | 3      |
| Österreich (Ö3)          | 29 (3 Wo.)        | 3      |
| Schweden (GLF)           | 1 (27 Wo.)        | 27     |

| ChartsJahrescharts (2011) | Platzierung |
| ------------------------- | ----------- |
| Schweden (GLF)            | 16          |

### Auszeichnungen für Musikverkäufe
| Land/Region     | Auszeichnungen für Musikverkäufe (Land/Region, Auszeichnung, Verkäufe) | Verkäufe |
| --------------- | ---------------------------------------------------------------------- | -------- |
| Schweden (IFPI) | 2× Platin                                                              | 80.000   |
| Insgesamt       | 2× Platin ·                                                            | 80.000   |